# Lispe halophora
Lispe halophora är en tvåvingeart som först beskrevs av Becker 1903.  Lispe halophora ingår i släktet Lispe och familjen husflugor. Inga underarter finns listade i Catalogue of Life.